# Nagrada za knjigo leta
Nagrada za knjigo leta se na Slovenskem knjižnem sejmu podeljuje od leta 1972.
Na prvem sejmu sta jo prejela Lojze Kovačič za Sporočila v spanju - Resničnost in dr. Adolf Bibič za Zasebništvo in skupnost, Pavle Zidar pa nagrado "delo leta" za najboljši mladinski tekst Kukavičji Mihec. Častni diplomi sta prejela Ferdo Godina za Kos rženega kruha in Branka Jurca za Rodiš se samo enkrat.
Nagrada se v zadnjih letih podeljuje na osnovi neposrednega glasovanja obiskovalcev sejma izmed petih nominiranih knjig, ki jih izbere strokovna komisija.